# Marchas Populares de Setúbal

As Marchas Populares de Setúbal realizam-se anualmente em Setúbal, cidade onde a tradição das Marchas Populares tem forte expressão, agregando coletividades de toda a cidade e arredores.
O primeiro desfile realiza-se (sempre a um sábado) na avenida Luísa Todi, enquanto que na semana seguinte, na sexta e no sábado, as Marchas desfilam no Pavilhão das Manteigadas. Até 2019, o desfile a concurso acontecia na praça de touros Carlos Relvas. Desde 2009, que já não existe a terceira apresentação ao público no estádio do Bonfim. Atualmente, o certame possui apenas duas exibições, e os resultados são conhecidos no domingo, após o desfile no pavilhão, sendo estes publicados na página web da Câmara Municipal.
Diferente das Marchas de Lisboa, em Setúbal existe um(a) Padrinho/Madrinha ou dupla de Padrinhos (M/F) cuja função passa por cantar e interpretar as letras e músicas ao microfone, sendo a sua apresentação avaliada a nível dos seus dotes vocais, interação com o público e figurino trajados. O/A vencedor(a) do certame transitará no ano seguinte como sendo a "Madrinha das Madrinhas" ou "Padrinho dos Padrinhos". Curiosamente nunca ganhou um homem.

## Calendário do Certame 2026
Junho - Avenida Luísa Todi
Junho - 

## Breve História das Marchas Populares de Setúbal
Em 1936 a Câmara Municipal de Setúbal decidiu subsidiar as tradicionais festas da cidade, durante os habituais festejos dos Santos Populares. 
Dessa iniciativa, nasceu o primeiro concurso de desfile das Marchas Populares nos bairros de Setúbal. Surgiram assim as primeiras marchas da cidade: Olhos de Água, Rua Direita, Largo das Machadada, Travessa da Saúde e Largo da Portuguesa. 
Depois de vários anos de interregno, as Marchas Populares de Setúbal regressaram com toda a sua força em 1988 até ao ano de 2002. Em 2003 não houve certame, regressando no ano seguinte até 2019, ininterruptamente. 
Em 2020 o certame foi cancelado devido à pandemia do Covid e, em 2021, foi criada uma gala especial de celebração, no Fórum Municipal Luísa Todi, como uma homenagem a todas as marchas, coletividades, envolvidos e fãs do certame. No espetáculo, transmitido em direito, as coletividades participantes tiveram de apresentar um trabalho inédito, ao nível do figurino, cenografia, música e respetiva letra. 
Em 2022 o certame regressou passando o desfile a concurso, a realizar-se no pavilhão das Manteigadas, ao invés da praça de touros Carlos Relvas. 

## Classificação ao Pódio (2006 a 2025)
De 2006 a 2025:
| 2006 | Palhavã                                | Praias do Sado | Faralhão             |
| 2007 | Praias do Sado                         | Bairro Santos | Palhavã              |
| 2008 | Independente                           | Bairro Santos | Praias do Sado       |
| 2009 | Bairro Santos                          | Pontes | Os 13                |
| 2010 | Independente                           | Pontes | Setúbal 2009         |
| 2011 | Os 13                                  | Ídolos da Praça | ACTAS                |
| 2012 | Os 13 e Bairro Santos                  | Ídolos da Praça | Pontes               |
| 2013 | Bairro Santos                          | Comércio e Indústria                                                                                                | Independente         |
| 2014 | Bicross                                | Bairro Santos | Os 13                |
| 2015 | Independente                           | Os 13 | Bairro Santos        |
| 2016 | Os 13                                  | Independente | Bicross              |
| 2017 | Bicross                                | Independente | Perpétua Azeitonense |
| 2018 | Independente                           | Perpétua Azeitonense                                                                                                | Bicross              |
| 2019 | Perpétua Azeitonense                   | Pontes | Bicross              |
| 2020 | Certame cancelado devido à pandemia    | |                      |
| 2021 | Gala de homenagem às Marchas Populares | Com a participação das seguintes marchas: APPACDM; Bairro Santos; Praiense; Pontes, Independente; Palhavã e Bicross |                      |
| 2022 | Bairro Santos                          | Pontes | Palhavã              |
| 2023 | Pontes                                 | Bairro Santos | Independente         |
| 2024 | Bairro Santos                          | Bicross | Ídolos da Praça      |
| 2025 | Independente                           | Pontes | Bicross              |

## Classificação Geral e Prémios na Especialidade (2006 a 2025)

### 2006
1º - Clube Recreativo Palhavã;
2º - Praias do Sado;
3º - Faralhão;
4º - Amarelos;
5º - Grupo Desportivo Independente;
6º - Fonte Nova;
7º - Praiense;
8º - Vitória Futebol Clube e Manteigadas;
9º - Bairro Santos Nicolau;
Coreografia - Clube Recreativo Palhavã
Cenografia - Amarelos
Figurino - Faralhão e Clube Recreativo Palhavã
Letra - Fonte Nova
Música - Grupo Desportivo Independente
Madrinha - Susana Almeida (Faralhão)

### 2007
1º - Praias do Sado;
2º - Bairro Santos Nicolau;
3º - Clube Recreativo Palhavã;
4º - Amarelos;
4º - Perpétua Azeitonense;
6º - Grupo Desportivo Independente;
7º - Praiense;
8º - Fonte Nova;
Coreografia - Bairro Santos Nicolau e Clube Recreativo Palhavã
Cenografia - Clube Recreativo Palhavã e Praias do Sado
Figurino - Amarelos e Bairro Santos Nicolau
Letra - Praias do Sado
Música - Praias do Sado
Madrinha - Ivone Vieira Dias (Perpétua Azeitonense)

### 2008
1º Grupo Desportivo Independente;
2º Bairro Santos Nicolau;
3º Praias do Sado;
4º Clube Recreativo Palhavã;
5º Perpétua Azeitonense;
6º Pontes;
7º Praiense;
8º Amarelos;
9º Fonte Nova;
10º Vitória;
Coreografia - Bairro Santos Nicolau
Cenografia - Grupo Desportivo Independente
Figurino - Bairro Santos Nicolau
Letra - Praias do Sado
Música - Grupo Desportivo Independente
Madrinha - Susana Jordão (Pontes)

### 2009
1º Bairro Santos Nicolau;
2º Pontes;
3º Os 13;
4º Clube Recreativo Palhavã;
5º Grupo Desportivo Independente;
6º Francisco Lobo;
7º Perpétua Azeitonense;
8º Praiense;
9º Fonte Nova;
Coreografia - Bairro Santos Nicolau
Cenografia - Bairro Santos Nicolau
Figurino - Bairro Santos Nicolau
Letra - Pontes
Música - Grupo Desportivo Independente
Madrinha - Sara Margarida (Independente)

### 2010
1º Grupo Desportivo Independente;
2º Pontes;
3º Setúbal 2009:
4º ACTAS;
5º Os 13;
6º Perpétua Azeitonense;
7º Ídolos da Praça;
8º Amarelos;
9º SIMBA/CCDBA;
10º Comércio Indústria;
11º Fonte Nova;
Coreografia - Setúbal 2009
Cenografia - Amarelos
Figurino - Setúbal 2009
Letra - Grupo Desportivo Independente
Música - Setúbal 2009
Madrinha - Susana Almeida (Comércio Indústria)

### 2011
1º Os 13;
2º Ídolos da Praça;
3º ACTAS;
4º Bairro Santos Nicolau;
5º Clube Recreativo Palhavã;
6º Grupo Desportivo Independente;
7º Perpétua Azeitonense;
8º Pontes;
9º Comércio Indústria;
10º SIMBA;
Apreciação Global - Os 13
Coreografia - ACTAS
Cenografia - Os 13
Figurino - Os 13
Letra - Bairro Santos Nicolau
Música - Bairro Santos Nicolau
Madrinha - Sara Margarida (Independente)

### 2012
1º Os 13;
1º Bairro Santos Nicolau;
2º Ídolos da Praça;
3º Pontes;
4º Perpétua Azeitonense;
5º Grupo Desportivo Independente;
6º Bicross;
7º Comércio Indústria;
8º AMBA;
9º CCDBA;
Apreciação Global - Os 13
Coreografia - Ídolos da Praça
Cenografia - Bairro Santos Nicolau
Figurino - Pontes
Letra - Grupo Desportivo Independente
Música - Pontes
Madrinha - Inês Pereira (Pontes)

### 2013
1º Bairro Santos Nicolau;
2º Comércio e Indústria;
3º Grupo Desportivo Independente;
4º Os 13;
5º Pontes;
6º Perpétua Azeitonense;
7º Faralhão;
8º Bicross;
9º CCDBA;
10º Diabo no Corpo;
Coreografia - Bairro Santos Nicolau
Cenografia - Bairro Santos Nicolau
Figurino - Bairro Santos Nicolau
Letra - Bairro Santos Nicolau
Música - Faralhão
Melhor desfile na Avenida: Grupo Desportivo Independente
Madrinha - Susana Almeida (Os 13)

### 2014
1.º Bicross; 
2.º Bairro Santos Nicolau;
3.º Os 13;
4.º Pontes;
5.º ACTAS;
6.º Grupo Desportivo Independente;
7.º CCDBA;
8.º Perpétua Azeitonense;
9.º Diabo no Corpo;
10.º Faralhão;
Coreografia - Os 13
Cenografia - Os 13
Figurino - Os 13
Letra - Bairro Santos Nicolau
Música - Bicross
Melhor desfile na Avenida: Bairro Santos Nicolau
Madrinha -  Inês Pereira (Bicross)

### 2015
1.º Grupo Desportivo Independente; 
2.º Os 13;
3.º Bairro Santos Nicolau;
4.º Pontes;
5.º CCDBA;
6.º Perpétua Azeitonense;
7.º Bicross;
8.º ACTAS;
9.º Faralhão;
Coreografia - CCDBA
Cenografia - Os 13
Figurino - Pontes
Letra - Grupo Desportivo Independente
Música - Grupo Desportivo Independente
Madrinha - Ivone Dias (CCDBA)

### 2016
1.º Os 13;
2.º Grupo Desportivo Independente;
3.º Bicross;
4.º Bairro Santos Nicolau;
5.º Perpétua Azeitonense;
6.º Pontes;
7.º ACTAS;
8.º Faralhão;
9.º Fonte Nova;
10.º CCDBA;
Coreografia - Grupo Desportivo Independente
Cenografia - Os 13
Figurino - Os 13
Letra - Bicross
Música - Grupo Desportivo Independente
Melhor desfile na Avenida: Os 13
Madrinha - Maria Cordeiro (ACTAS)

### 2017
1.º Bicross;
2.º Grupo Desportivo Independente;
3.º Perpétua Azeitonense;
4.º Bairro Santos Nicolau;
5.º Pontes;
6.º Faralhão;
7.º Fonte Nova;
Coreografia - Perpétua Azeitonense
Cenografia - Bicross
Figurino - Perpétua Azeitonense
Letra - Grupo Desportivo Independente
Música - Grupo Desportivo Independente
Melhor desfile na Avenida: Perpétua Azeitonense
Madrinha - Sara Margarida (Independente)

### 2018
1.º Grupo Desportivo Independente;
2.º Perpétua Azeitonense;
3.º Bicross;
4.º Os 13;
5.º Pontes;
6.º Bairro Santos Nicolau;
7.º Faralhão;
Coreografia - Independente
Cenografia - Independente
Figurino - Independente
Letra - Pontes
Música - Perpétua Azeitonense
Melhor desfile na Avenida - Independente
Madrinha - Joana Lança (Independente)

### 2019
Classificação Geral:

1.º Perpétua Azeitonense;
2.º Pontes;
3.º Bicross;
4.º Grupo Desportivo Independente;
5.º Palhavã;
6.º Os 13;
7.º Bairro Santos Nicolau;
8.º Praiense
Coreografia - Perpétua Azeitonense 
Cenografia - Perpétua Azeitonense
Figurino - Perpétua Azeitonense
Letra - Perpétua Azeitonense
Música - Perpétua Azeitonense
Melhor desfile na Avenida - Pontes
Madrinha - Carla Lança (Pontes)

### 2022
Classificação Geral:

1.º Bairro Santos Nicolau;
2.º Pontes;
3.º Palhavã;
4.º Independente;
5.º Os 13;
Coreografia - Pontes 
Cenografia - Bairro Santos
Figurino - Bairro Santos
Letra - Palhavã
Música - Bairro Santos
Melhor desfile na Avenida - Pontes
Madrinha - Sara Margarida (Independente)

### 2023
Classificação Geral:

1.º Pontes;
2.º Bairro Santos;
3.º Independente;
4.º Praiense;
5.° Bicross
6.º Os 13;
Coreografia - Pontes 
Cenografia - Pontes
Figurino - Pontes
Letra - Bairro Santos
Música - Pontes 
Melhor desfile na Avenida - Pontes
Madrinha - Joana Lança (Pontes)

### 2024
Classificação Geral:

1.º Bairro Santos;
2.º Bicross;
3.º Ídolos da Praça;
4.º Palhavã;
5.° Independente;
6.º Praiense;
7.º Pontes;
8.º Os 13;
Coreografia - Bairro Santos 
Cenografia - Bicross
Figurino - Ídolos da Praça
Letra - Bicross
Música - Bairro Santos 
Melhor desfile na Avenida - Bairro Santos
Madrinha - Inês Pereira (Ídolos)

2025
Classificação Geral:
1.º Independente;
2.º Pontes;
3.º Bicross;
4.º Ídolos da Praça;
5.° Bairro Santos
6.º ARPISS;
7.º Os 13;
8.º ACTAS.
Coreografia - Independente
Cenografia - Pontes 
Figurino - Independente e Pontes
Letra - Pontes
Música - Bicross
Melhor desfile na Avenida - Independente
Madrinha - Joana Lança) Pontes)

## Recordistas dos Prémios (2006 a 2025) - por atualizar
No total, as coletividades setubalenses que arrecadaram mais vezes o 1º lugar desde 2006 foram o "Bairro Santos Nicolau" e o "Independente" por cinco vezes. A marcha dos "Os 13" venceu por três vezes.
Em termos de melhor coreografia, o "Bairro Santos" conquistou cinco vezes o prémio, seguido da marcha do "Independente" com três prémios. A "Palhavã" e das "Pontes" conquistaram o prémio por duas vezes.  
Na cenografia, "Os 13" e o "Bairro Santos" lideram, com quatro prémios conquistados. 
No figurino, o "Bairro Santos" ganha com 4 vitórias, e "Os 13" em segundo com três vitórias.
Na letra, o "Bairro Santos" e o "Independente" lideram com quatro prémios conquistados. 
Na música, o "Independente" vai à frente com seis vitórias. 
O prémio de melhor desfile na Avenida é liderado pela marcha das "Pontes", por três anos seguidos, e pelo "Independente", que em 2025 soma igualmente três vitórias. O "Bairro Santos" ganhou por duas vezes, seguidos pelos "Os 13" e pela "Perpétua Azeitonense", que venceram uma vez.
A madrinha que mais vezes venceu o prémio foi a Sara Margarida (GD Independente 2004, 2009, 2011, 2017 e 2022), que conquistou o prémio de melhor madrinha por cinco vezes. 
Logo de seguida, vem a Joana Lança (Independente e Pontes, a Susana Almeida (Faralhão, Comércio Indústria e Os 13) e a Inês Pereira (Pontes, Bicross e Ídolos), que conquistaram o prémio por três vezes. 
Ivone Dias (Perpétua Azeitonense e  CCDBA)  conquistou por duas vezes o prémio.
(Quem possuir os resultados completos anteriores ao ano de 2006, pode adicioná-los para arquivo)
1. 1 2 3 4  Diário da Região Setubalense (30 de Junho de 2019). «Perpétua Azeitonense ganha Marchas Populares de Setúbal 2019»
2. ↑  Diário da Região Setubalense (30 de Junho de 2019). «Perpétua Azeitonense ganha Marchas Populares de Setúbal 2019»